# Alec Acton
Alec Edward Acton (1938–1994) sinh ra ở Leicester là một cựu cầu thủ bóng đá người Anh thi đấu ở Football League, ở vị trí hậu vệ.